# Flebodium
Flebodium (Phlebodium (R. Br.) J. Smith) – rodzaj roślin należący do rodziny paprotkowatych. Należą do niego trzy gatunki, których ojczyzną są tropikalne i subtropikalne rejony Ameryki.

## Morfologia
Rośliny epifityczne. Grube kłącze pokryte gęsto złoto-brązowymi łuskami może płożyć się po nagiej korze drzew, nie wysychając. Liście zimozielone, monomorficzne, szeroko rozstawione na kłączu, głęboko powcinane, zwężone na końcach, o długości do 130 cm i szerokości do 50 cm. Sori położone na wiązkach przewodzących, okrągłe do podłużnych. Zarodniki guzkowate.

## Systematyka
Synonimy
- Polypodium s. str. sect. Phlebodium (R. Br.)

Pozycja według Smitha i in. (2006)
Phlebodium należy do rodziny paprotkowatych (Polypodiaceae), rząd paprotkowce Polypodiales.
Pozycja w systemie Reveala (1994-1999)
Gromada paprotniki (Polypodiophyta Cronquist), podgromada Polypodiophytina (Reveal), klasa paprocie (Polypodiopsida Cronquist), podklasa paprocie cienkozarodniowe (Polypodiidae Cronquist), rząd paprotkowce (Polypodiales Mett. ex A.B. Frank in Leunis), podrząd Polypodiineae (Bessey), rodzina paprotkowatych (Polypodiaceae Bercht. & J. Presl).
Wykaz gatunków
- Phlebodium aureum (L.) J. Smith – flebodium złociste
- Phlebodium decumanum (Willd.) J. Sm.
- Phlebodium pseudoaureum (Cav.) Lellinger

## Zastosowanie
Flebodium złociste jest gatunkiem uprawianym jako roślina ozdobna, ze względu na liście, które są dodawane do kompozycji kwiatowych. Rośliny te są uprawiane w ogrodach botanicznych oraz w domach jako rośliny pokojowe.